# Lipowo (powiat mrągowski)
Lipowo (niem. Lindendorf) – wieś w Polsce położona w województwie warmińsko-mazurskim, w powiecie mrągowskim, w gminie Piecki.
| SIMC    | Nazwa      | Rodzaj    |
| ------- | ---------- | --------- |
| 0486209 | Jeziorko   | część wsi |
| 0486215 | Strzałowo  | część wsi |
| 0486221 | Świnie Oko | część wsi |

W latach 1975–1998 miejscowość należała administracyjnie do województwa olsztyńskiego.
Lipowo leży na terenach Mazurskiego Parku Krajobrazowego. Na wschód od wsi leży jezioro Wielki Majcz, na południu wsi jezioro Majcz Mały. Lipowo znajduje się niedaleko znanych miejscowości turystycznych, Mikołajek, Mrągowa, Krutyni (spływy kajakowe na rzece Krutyń).
Lipowo zamieszkuje 274 osoby (stan na styczeń 2010 r. – źródło urząd gminy w Pieckach).
Przed wybuchem drugiej wojny światowej Lipowo liczyło 474 mieszkańców.